# 卡尔·安格雷尔
卡尔·安格雷尔（德語：Karl Angerer，1979年7月18日—），德国男子雪车运动员。他曾代表德国参加国际雪车联合会世界锦标赛，获得一枚金牌和二枚银牌。他也曾参加2010年冬季奥林匹克运动会。